# Préhy
Préhy is een gemeente in het Franse departement Yonne (regio Bourgogne) en telt 145 inwoners (1999). De oppervlakte bedraagt 14 km², de bevolkingsdichtheid is 10 inwoners per km².

## Demografie
Onderstaande figuur toont het verloop van het inwonertal (bron: INSEE-tellingen).
1. ↑  Populations de référence 2022.